# Monolith Films
Monolith Films — польська виробнича та дистриб'юторська компанія, заснована в 1998 році. В даний час це офіційний польський дистриб'ютор фільмів DreamWorks SKG, Lions Gate Entertainment, Summit Entertainment, STX та Ghibli, а в минулому, серед інших, 20th Century Fox, Sony Pictures, Metro-Goldwyn-Mayer, Warner Bros. та Buena Vista.
Компанія також володіє такими підрозділами: Monolith Video (розповсюдження DVD/Blu-ray), Cineman (послуга VOD) та Victonex, які керують Kino Atlantic у Варшаві, а також раніше Monolith Plus, що спеціалізується на розповсюдженні художнього кіно. З вересня 2013 року Monolith впроваджує програму «Kino Klasa», спрямовану на популяризацію кінокультури серед наймолодших поляків. В рамках проекту організовуються кінопокази для вчителів та створюються навчальні матеріали, пов'язані з вибраними фільмами.